# Xavier Mauméjean
Pour les articles homonymes, voir Mauméjean.
Œuvres principales
- Kafka à Paris

Xavier Mauméjean, né le 30 décembre 1963 à Biarritz, est un écrivain français, spécialisé dans la science-fiction, le fantastique et le roman policier.

## Biographie
Diplômé en philosophie et sciences des religions, il est membre du Collège de 'Pataphysique et du club des Mendiants amateurs de Madrid, qui réunit des passionnés de Sherlock Holmes. Il est en outre professeur de philosophie au lycée Antoine Watteau de Valenciennes.
Il remporte le prix Gérardmer 2000 du roman fantastique pour Les Mémoires de l’Homme-Éléphant, œuvre qui relève également du roman policier historique, où le personnage de John Merrick devient « un détective qui va élucider des énigmes dans le Londres victorien » — et récemment retravaillé sous le titre de Ganesha.
Il publie ensuite Gotham (2001), un psycho-thriller urbain ; La Ligue des héros (2002), lauréat du prix Bob Morane / Imaginaire 2003 de la ville de Bruxelles ; L’Ère du dragon (2003), La Vénus anatomique (2004), relecture du mythe de Frankenstein sur fond de cape et d’épée, qui a obtenu le prix Rosny aîné 2005 ; Car je suis légion (2005), un thriller qui se déroule dans la Babylone antique, et Lilliputia (2008), roman qui a obtenu le prix Rosny aîné 2009. 
Il fait aussi paraître des nouvelles et des essais dans diverses anthologies et revues. Il est l'auteur de plusieurs dramatiques radio  pour France Culture. Il remporte le grand prix de la radio SACD en 2014. 
Cocréateur de la Bibliothèque rouge, il a dirigé la collection « Royaumes perdus » chez Mango. En 2012, il devient le directeur de Pandore, la nouvelle collection fantasy « Young Adult » des éditions Le Pré aux clercs.
En 2006, il publie avec Johan Heliot, sous le pseudonyme de Wayne Barrow, Bloodsilver, réécriture fantastique de l’histoire de la conquête de l’Ouest américain.
En 2020, il est recruté parmi la « Red Team », un groupe de 10 auteurs de science-fiction chargés de faire de la prospective pour le ministère des Armées, en imaginant « les futures crises géopolitiques et ruptures technologiques impliquant les militaires », afin de défendre la « souveraineté de la France »,.
En 2023, il reçoit le Prix des Trois Couronnes, catégorie roman, pour El Gordo, récit picaresque qui se déroule durant la Guerre d'Espagne.

## Œuvres

### Romans
- Les Mémoires de l'Homme-Eléphant, Éditions du Masque, 2000.
- Gotham, Le Masque, 2001. Réédition Éditions Baleine, collection Baleine Noire, 2007.
- La Ligue des héros, Mnémos, 2002. Réédition chez Seuil, coll. "Points Fantasy" 2008. Réédition Omnibus Mnémos, 2016.
- L'Ère du dragon, Mnémos, 2003. Réédition chez Seuil, coll. "Points Fantasy", 2008. Réédition Omnibus Mnémos, 2016.
- La Vénus anatomique, Mnémos, 2004. Réédition Le Livre de poche, 2006.
- Car je suis légion, Mnémos, 2005. Réédition Pocket Fantasy, 2007.
- The League of Heroes (roman, adaptation en américain de La Ligue des héros), Black Coat Press, 2005.
- Freakshow !, Baleine, 2007.
- Ganesha, Mnémos, 2007. Réédition Mnémos, collection Hélios, 2014.
- Lilliputia, Calmann-Lévy, 2008. Réédition Le Livre de poche, 2016.
- Kraven (romans, recueil de La Ligue des héros et L'Ere du Dragon augmentés d'une préface, de contributions d'auteurs de l'imaginaire, de nouvelles et d'une chronologie), Mnémos, 2009.
- Rosée de feu, Le Bélial', 2010. Réédition Folio, collection SF, 2013.
- American Gothic, Alma, 2013. Réédition 10/18, 2014.
- Kafka à Paris, Alma, 2015.
- La Société des faux visages, Alma, 2017.
- El Gordo, Alma, 2022.

### Essais
- Les Nombreuses Vies de Sherlock Holmes (avec André-François Ruaud), Les Moutons électriques, coll. Bibliothèque rouge, 2005
- Les Nombreuses Vies d'Hercule Poirot (avec André-François Ruaud), Les Moutons électriques, coll. Bibliothèque rouge, 2006
- Géographie de Sherlock Holmes (avec André-François Ruaud), Les Moutons électriques, coll. Bibliothèque rouge, 2011
- Sherlock Holmes, une vie (avec André-François Ruaud), Les Moutons électriques, coll. Bibliothèque rouge, 2011
- Hercule Poirot, une vie (avec André-François Ruaud), Les Moutons électriques, coll. Bibliothèque rouge, 2012
- Henry Darger : L’histoire de ma vie, traduction Anne-Sylvie Homassel, préface et notes de Xavier Mauméjean, éditions Aux Forges de Vulcain, Paris, 2014.
- Sherlock Holmes, Détective de l'Etrange , Les Impressions Nouvelles, coll. La Fabrique des Héros, Bruxelles, 2020.
- Henry Darger : Dans les Royaumes de l'Irréel, biographie suivie d'essais sur l'œuvre d'Henry Darger, éditions Aux Forges de Vulcain, Paris, 2020.

### Beaux livres
- Steampunk, de Vapeur et d'Acier, (avec Didier Graffet), Le Pré aux Clercs, octobre 2013, lauréat du prix Bob Morane / Imaginaire 2014 de la ville de Bruxelles
- Bertyl Lernoux, Do you like Jacques Flèchemuller ?, préface de Xavier Mauméjean, éditions Avant-Retard, 2016.
- Bertyl Lernoux, Do you like Didier Hamey ?, préface de Xavier Mauméjean, éditions Avant-Retard, 2017.
- Bertyl Lernoux, Do you like Francis Deschot ?, préface de Xavier Mauméjean, éditions Avant-Retard, 2017.
- Effluvium, (avec Didier Graffet), Bragelonne, avril 2019, lauréat du Prix ActuSF de l'uchronie.
- Laurent Durieux, L'art de l'affiche, un entretien mené par Nicolas Tellop ; contribution par la nouvelle "The Bible of Risks", éditions Les Arts Dessinés, 2021.

### Romans jeunesse
- Série Le Bouclier du Temps, avec Johan Heliot), Fleurus
  - Le Messager de l'Olympe, 2006
  - Sachem America, 2006
  - La Marque du dragon, 2007
  - Samouraï City, 2007
- Le Journal de Nicolas Dorthiez à Londres, Mango, 2008, réédition Mango , 2012
- La Guerre spéciale, Mango, 2009
- La Reine des Lumières, Flammarion, collection Ukronie, 2009
- L'Ami de toujours, Flammarion, collection Tribal, 2011
- Le Livre des super pouvoirs (album jeunesse, illustrateur Roland Garrigue), Syros, 2014

### Nouvelles
- Reich Zone, nouvelle uchronique dans l'anthologie Divergences 001, Flammarion, coll. Ukronie 2008
- Hilbert Hôtel, nouvelle dans l'anthologie Retours sur l'Horizon, Denoël, collection Lunes d'encre, 2009
- Manhattan Hôtel, nouvelle uchronique dans la revue La Quinzaine littéraire, numéro spécial, août 2012

### Pièces radiophoniques
- Forum, France-Culture, 2002
- Les Enrobés flottants, France Culture, 2003
- La Nouvelle Eve ou Les Infortunes du Progrès, France Culture, 2004
- Lilliputia, une tragédie de poche, France Culture, 2005
- Sherlock Holmes : La Ligue des Rouquins, France Culture, 2008
- Sherlock Holmes : Le Dernier problème, France Culture, 2008
- Sherlock Holmes : La Maison vide, France Culture, 2008
- Les Écorchés du Boulevard, France Culture, 2008
- Hop Frog, France Culture, 2009
- Le Scarabée d'or, France Culture, 2009
- Le Système du professeur Goudron et du docteur Plume, France Culture, 2009
- Homme debout Une histoire seule, livret pour la création musicale d'André Serre-Milan et Carl Faia[4], 2010.
- Fantômas, le Génie du Crime, France Culture, 2011
- La Fin de Fantômas, France Culture, 2011
- Frankenstein ou Le Prométhée moderne, France Culture, 2013
- L'Affaire Freud-Houdini, France Culture, 2014
- Le Miroir se brisa, France Culture, 2014
- Grand hôtel Babylon, France Culture, 2016
- L'Échiquier du Roi, France Culture, 2018
- L'Échiquier du Roi 2 : La Reine d'hiver, France Culture, 2018
- L'Échiquier du Roi 3 : L'Ecole de la nuit, France Culture, 2018
- Ludwig Wittgenstein, un philosophe dans la guerre : L'apprentie de Wittgenstein, France Inter, 2021

### Sources
: document utilisé comme source pour la rédaction de cet article.
- Claude Mesplède (dir.), Dictionnaire des littératures policières, vol. 2 : J - Z, Nantes, Joseph K, coll. « Temps noir », 2007, 1086 p. (ISBN 978-2-910-68645-1, OCLC 315873361), p. 337-338.